# Vizuální komunikace
Vizuální komunikace (zrakové sdělování) patří mezi tzv. obsahová jednání člověka. Obsahové jednání slouží ke zprostředkovanému přenosu obsahu vědomí od autora k adresátovi. Vedle obsahového jednání známe ještě jednání věcné, které slouží k věcné manipulaci. Oba typy jednání podporují adaptaci člověka v prostředí. Sdělováním se z různých úhlů zabývají vědecké obory jako je teorie znaku, teorie informace, teorie sdělování ad. Rozhodující součástí teorie komunikace je teorie vnímání (kognitivní psychologie). Všechny teorie společně jsou nezbytné k pochopení složitého fenoménu, jakým komunikace nesporně je. Vizuální komunikace představuje široký pojem a obsahuje velmi různorodou řadu sdělovacích systémů (včetně uměleckých) vnímatelných zrakem.

## Proces komunikace

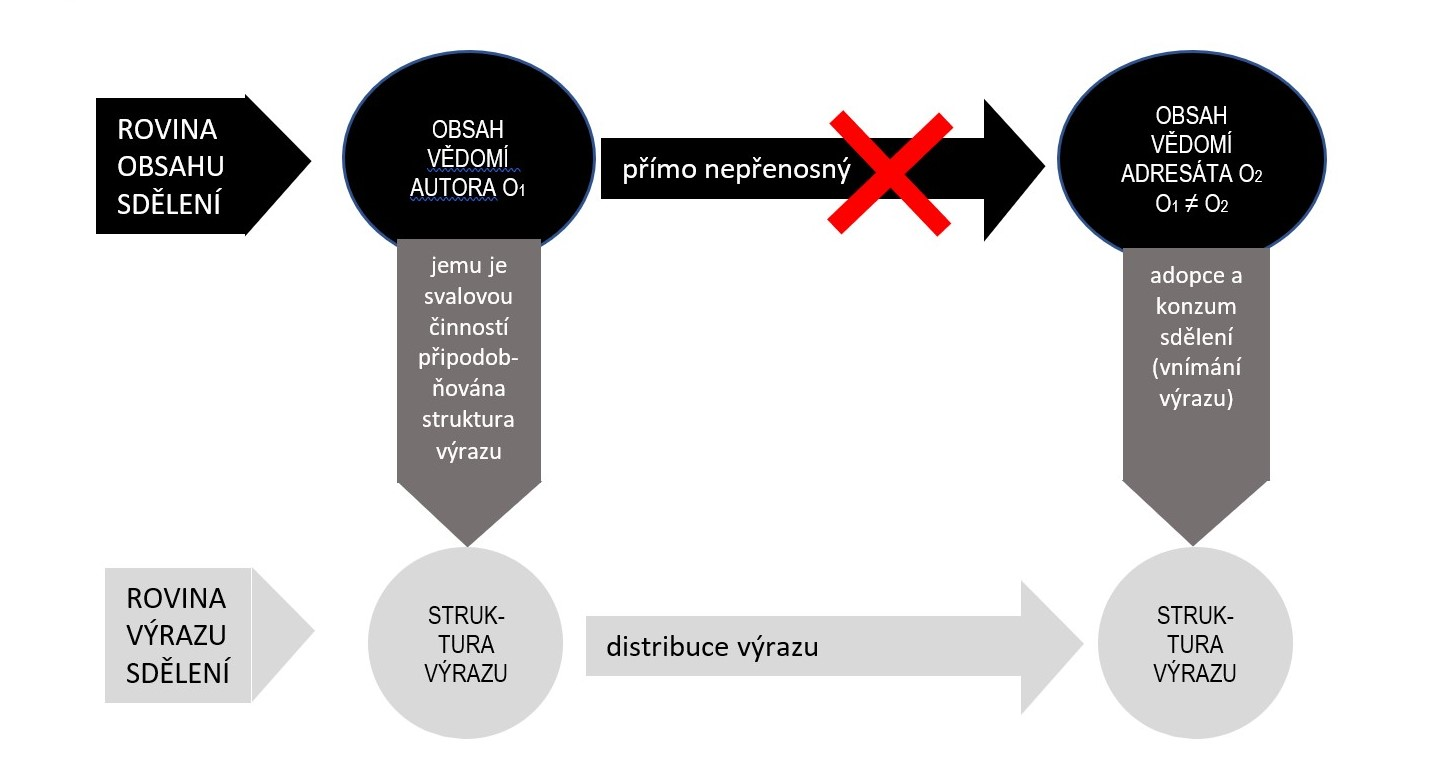
Zprostředkovaný sdělovací proces

Jedinec se může pokusit přenést obsah svého vědomí k jinému subjektu s vědomím zprostředkovaně, pomocí hmotného výrazu sdělení. Autor sdělení to činí tak, že se snaží strukturovat výraz sdělení buď na základě smyslové podobnosti nebo na základě společenské konvence, případně obojího současně. Adresát se pak pomocí stejných principů pokusí smyslový vjem výrazu interpretovat. Tím vznikne v jeho vědomí obsah O2 podobný obsahu autorovu (O1), ale málokdy zcela totožný. Za určitých okolností může v adresátově vědomí vzniknout i obsah značně odlišný od autorova, z určitého hlediska dokonce i zcela opačný. Je to způsobeno tím, že sdělování je pouze zprostředkující proces, využívající výraz jako vnější hmotnou pomůcku.

## Typy vizuální komunikace
Teorie komunikace vymezuje podle obsahu dva krajní typy sdělení – informativní a emotivní. Mezi oběma mohou existovat smíšená sdělení s jistou mírou informativnosti i emotivnosti.
Informativní sdělení vytvářejí především praktickou oblast komunikace. Praktická vizuální komunikace se v rámci globalizace vyvinula do univerzálního jazyka překonávajícího jazykové, ale i mnohé kulturní bariéry.
Emotivní sdělení jsou charakteristická pro běžnou mezilidskou emoční komunikaci, reklamu a umění.
Teorie dále vymezuje dva typy podle charakteru výrazu:
- dočasný výraz typu úkonu (systémy gestikulace, mimiky ad.)
- (relativně) trvalý výraz typu výtvoru (bodové, čárové, ploškové a prostorové systémy, fotografie, holografie ad.)

## Druhy vizuální komunikace podle výrazových prvků
Sdělovací systémy jsou vymezeny podle charakteru minimálního výrazového prvku, z něhož jsou složena sdělení daného typu.
- bodový systém (specifické grafické techniky apod.)
- čárový systém (kresba, grafika, písmo ad.)
- ploškový systém (malba apod.)
- prostorový systém (plastika, modelování ad.)
- fotografie – minimálním výrazovým prvkem fotografie je transformovaný rozptylový kroužek promítnutý objektivem na citlivou vrstvu
- holografie – minimálním výrazovým prvkem holografie je minimální transformovaná vlnoplocha